# Ragenhof
Ragenhof ist ein Ortsteil der Stadt  Nabburg im Oberpfälzer Landkreis Schwandorf (Bayern).

## Geografie
Ragenhof liegt 250 Meter östlich der Bundesautobahn 6 und ungefähr 3,5 Kilometer nordwestlich von Nabburg. Ragenhof liegt etwa 600 Meter nordwestlich von Fraunberg. 480 Meter nördlich von Ragenhof erhebt sich der 499 Meter hohe Heidelberg. 400 Meter östlich von Ragenhof, am Westhang des Karberges, entspringt der Schwefelbach. Er fließt nach Osten und mündet nach 2,4 Kilometern in die Naab.
640 Meter östlich von Ragenhof liegt der 489 Meter hohe Karberg. An seinen Hängen befinden sich mehrere alte Granitsteinbrüche. Am Karberg gab es eine gleichnamige Siedlung. Sie entstand um 1860 beim Bau der bayerischen Ostbahnen. Zwischen 1860 und 1897 wurde am Karberg Granit abgebaut. Ab 1880 wurde bei Neugeborenen in der Geburtsurkunde Karberg als Geburtsort eingetragen. Nach Beendigung des Granitabbaus am Karberg ging die Siedlung Karberg wieder ein.

## Geschichte
Ragenhof (auch: Reckenhoff, Räckenhoff, Rackenhof, Rackhenhof, Raggenhof) wurde in vielen Steuerregistern und anderen Verzeichnissen zusammen mit dem benachbarten Fraunberg veranlagt.
Im Salbuch von 1473 wurde Ragenhof zusammen mit Fraunberg mit einer Steuer von 7 Schilling und 7 Pfennig aufgeführt. Im Salbuch von 1513 erschien Ragenhof zusammen mit Fraunberg mit 5 Höfen, 1 Lehen. Im Türkensteueranlagsbuch von 1606 waren für Ragenhof zusammen mit Fraunberg 5 Höfe, 1 Gut, 1 Pferd, 10 Ochsen, 16 Kühe, 13 Rinder, 5 Schweine, 11 Frischlinge, 79 Schafe und eine Steuer von 17 Gulden und 23½ Kreuzer eingetragen.
Während des Dreißigjährigen Krieges erlebte die Region einen Bevölkerungsrückgang. Abgelegene Weiler, versteckt zwischen den Bergen gelegen, blieben oft von diesen Kriegs-Ereignissen verschont und gewannen sogar Bevölkerung hinzu. 1500, 1523 hatte Ragenhof zusammen mit Fraunberg 5 Untertanen, 1583 und 1631 waren es 6, 1712 waren es 7. Die Kriegsaufwendungen betrugen 756 Gulden.
Im Herdstättenbuch von 1721 erschien Ragenhof zusammen mit Fraunberg mit 7 Anwesen, 8 Häusern und 8 Feuerstätten. Im Herdstättenbuch von 1762 erschien Ragenhof zusammen mit Fraunberg mit 7 Herdstätten, 1 Inwohner und einer Herdstätte im Hirtenhaus mit einem Inwohner. 1792 hatte Ragenhof zusammen mit Fraunberg 7 hausgesessene Amtsuntertanen. 1808 gab es in Ragenhof zusammen mit Fraunberg 7 Anwesen und ein Hirtenhaus.
Im Häuser- und Rustikalsteuerkataster von 1808 ist Ragenhof verzeichnet mit 4 Anwesen. Alle 4 Anwesen waren gerichtbar zum Landgericht Nabburg, zinsbar zum Rentamt und zehentbar zum Domkapitel Regensburg. Es handelte sich um die 4 Höfe:
- Pöslhof mit dem Inhaber Johann Scharl
- Adlerhof mit dem Inhaber Georg Kumet
- Schrottenhof mit dem Inhaber Michael Schrott, lehenbar zum Rentamt
- Schrottenhof mit dem Inhaber Johann Lorenz, erbrechtsweise grundbar zum Rentamt, lehenbar dahin.[7]

Außerdem gehörte der Hof von Johannes Hillaprand zum Burggut Nabburg und war zehentbar zur Pfarrverwaltung Nabburg.
1808 begann in Folge des Organischen Ediktes des Innenministers Maximilian von Montgelas in Bayern die Bildung von Gemeinden. Dabei wurde das Landgericht Nabburg zunächst in landgerichtische Obmannschaften geteilt. Ragenhof kam zur Obmannschaft Iffelsdorf. Zur Obmannschaft Iffelsdorf gehörten: Iffelsdorf, Untersteinbach, Haindorf, Obersteinbach, Fraunberg, Ragenhof, Friedersdorf, Nessating, Döllnitz, Döllnitzmühle und Eixlberg.
Dann wurden 1811 in Bayern Steuerdistrikte gebildet. Dabei kam Ragenhof zum Steuerdistrikt Haindorf. Der Steuerdistrikt Haindorf bestand aus den beiden Dörfern Haindorf und Obersteinbach, den Weilern Fraunberg und Ragenhof, dem Spitalholz der Stadt Nabburg, genannt die Hölle, und dem Schlosserhölzl. Er hatte 24 Häuser, 163 Seelen, 200 Morgen Äcker, 50 Morgen Wiesen, 55 Morgen Holz, 1 Weiher, 12 Morgen öde Gründe und Wege, 50 Ochsen, 20 Kühe, 50 Stück Jungvieh, 60 Schafe und 24 Schweine.
Schließlich wurde 1818 mit dem Zweiten Gemeindeedikt die übertriebene Zentralisierung weitgehend rückgängig gemacht und es wurden relativ selbständige Landgemeinden mit eigenem Vermögen gebildet, über das sie frei verfügen konnten. Hierbei kam Ragenhof zur Ruralgemeinde Iffelsdorf. Die Gemeinde Iffelsdorf bestand aus den Ortschaften Iffelsdorf mit 27 Familien, Untersteinbach mit 26 Familien, Ziegelhütte mit 1 Familie, Eixlberg mit 1 Familie, Fraunberg mit 6 Familien, Ragenhof mit 8 Familien und Obersteinbach mit 8 Familien. Die Ortschaften Fraunberg, Obersteinbach und Ragenhof wurden 1946 von der Gemeinde Iffelsdorf aus- und in die Gemeinde Brudersdorf eingegliedert. Die Gemeinde Brudersdorf blieb bis 1972 bestehen und wurde dann nach Nabburg eingegliedert.
Ragenhof gehörte vom 18. bis zum 20. Jahrhundert zur Filialkirche Brudersdorf der Pfarrei Nabburg, Dekanat Nabburg. Zur Filialkirche Brudersdorf, gehörten neben Brudersdorf noch Legendorf, Etzelhof, Lissenthan, Diepoltshof, Passelsdorf, Obersteinbach, Fraunberg, Ragenhof und Windpaißing.

## Einwohnerentwicklung ab 1819
| Jahr | Einwohner  | Gebäude |
| ---- | ---------- | ------- |
| 1819 | 8 Familien | k. A.   |
| 1828 | 34         | 4       |
| 1838 | 29         | 5       |
| 1864 | 34         | 15      |
| 1875 | 34         | 27      |
| 1885 | 24         | 3       |
| 1900 | 35         | 5       |
| 1913 | 31         | 4       |

| Jahr | Einwohner | Gebäude |
| ---- | --------- | ------- |
| 1925 | 30        | 5       |
| 1950 | 39        | 4       |
| 1961 | 25        | 4       |
| 1964 | 25        | 4       |
| 1970 | 24        | k. A.   |
| 1987 | 18        | 4       |
| 2011 | 10        | k. A.   |